# كايسا كلينغ
كايسا كلينغ (بالسويدية: Kajsa Kling)‏ هي متزحلقة سويدية، ولدت في 25 ديسمبر 1988 في Åre ‏ في السويد.

## وصلات خارجية
- كايسا كلينغ على موقع الاتحاد الدولي للتزلج (التزلج على المنحدرات الثلجية) (الإنجليزية)
- كايسا كلينغ على موقع أوليمبيديا (الإنجليزية)
- كايسا كلينغ على موقع اللجنة الأولمبية السويدية (السويدية)